# Xerox
Xerox Corporation er en amerikansk producent af udstyr til dokumenthåndtering. Det blev grundlagt i Rochester, New York, i 1906 og er verdens største leverandør af fotokopimaskiner. Xerox har hovedkvarter i Stamford, Connecticut.

## Historie
Xerox hed oprindeligt Haloid og fremstillede udstyr og papir til fotografi. I 1947 købte Haloid retten til at udnytte xerografi, og i 1956 markedsførtes Copyflo, det første produkt baseret på xerografi. Haloid skiftede navn til Haloid Xerox og markedsførte i 1959 Xerox 914, verdens første fotokopimaskine. Fotokopimaskinen blev en stor succes, og i løbet af 60erne voksede Xerox (som firmaet nu kaldte sig) voldsomt.
I et forsøg på at dominere fremtidens teknologi (og marked) for kontorudstyr grundlagde Xerox forskningscenteret Xerox PARC. Xerox PARC blev et af verdens væsentligste centre for IT- og computerforskning, men det er aldrig lykkedes Xerox at drage nytte af epokegørende opfindelser som Ethernet, laserprinter, Postscript, arbejdsstationer, grafisk brugerflade, m.m.

## Produkter og marked
Xerox' primære produkt har altid været kopimaskiner. Xerox havde en række patenter som i starten gav virksomheden næsten monopol på kopimaskiner. Maskinerne blev for det meste lejet ud, hvilket gav Xerox faste indtægter og en stor serviceorganisation.
Da patenterne begyndte at løbe ud i 1970'erne og 1980'erne blev Xerox udsat for stigende konkurrence fra især japanske virksomheder. Xerox forsøgte at udvide sit marked til at omfatte alt kontorudstyr, men med ringe held. Xerox markedsførte f.eks. en serie af moderne skrivemaskiner i en periode, hvor tekstbehandling fik overtaget, og man markedsførte en personlig computer baseret på 8-bit CP/M, netop som IBM var klar med deres mere avancerede PC.
Da Xerox i samme periode blev presset i konkurrencen af japanske virksomheder, som havde lavere produktionsomkostninger og højere kvalitet, oplevede Xerox en periode med krise.
I 1980'erne og 1990'erne lykkedes det Xerox at forny sine produkter. Man markedsførte "digitale fotokopimaskiner", avancerede laserprintere, og systemer til håndtering af store dokumentsamlinger på digital form. Xerox genopfandt i denne periode kopimaskinen som en kombination af en avanceret laserprinter og en scanner, med mulighed for at tilkoble en computer. Dette gav for en tid Xerox et stort forspring frem for konkurrenterne. Xerox producerer også fladskærme.

## Finansskandale
I perioden 2000-2002 blev det afsløret, at Xerox (i stil med andre store virksomheder som Enron, WorldCom og Global Crossing) havde praktiseret kreativ bogføring og derved oppustet sit regnskab. Formålet hermed var at snyde aktiemarkedet til at tro, at overskuddet var større end det i virkeligheden var.
Xerox havde bogført Leasing kontrakter med det fulde beløb i året hvor man indgik de enkelte leasing kontrakter. Dvs. at man f.eks. bogførte en 4-årig leasing kontrakt i det første år.
Dette medførte at Xerox skulle lave sine regnskaber for 1999, 2000 og 2001 om således at den korrekte omsætning blev bogført i det rigtige år.
Xerox er ikke blevet dømt for dette, men har accepteret at få en bøde på 10 millioner $, uden dog at erkende at have gjort nogen fejl. Dette var en aftale som firmaet indgik med SEC.

## Struktur og navne
I modsætning til de fleste multinationale virksomheder er Xerox ikke én global virksomhed. I Asien optræder Xerox som Fuji Xerox, et joint venture med japanske Fujifilm, og i Europa tilsvarende som Rank Xerox, et joint venture med engelske Rank Organisation.